# Gasilska ulica 25
Gasilska ulica 25 (madžarsko Tüzolto Utca 25) je madžarski zgodovinski romantično-dramski film iz leta 1973, ki ga je režiral István Szabó in zanj napisal tudi scenarij skupaj z Luco Karallom. V glavnih vlogah nastopajo Lucyna Winnicka, Margit Makay, Károly Kovács, András Bálint in Erzsi Pásztor. Zgodba je postavljena v budimpeško stanovanje, ki je označeno za rušenje. Stanovalci se izseljujejo in se pri tem spominjajo mnogih burnih dogodkov iz nedavne madžarske zgodovine.
Film je bil premierno predvajan 27. septembra 1973 v madžarskih kinematografih. Na Mednarodnem filmskem festivalu Locarno je osvojil glavno nagrado zlati leopard za najboljši film in tudi nagrado ekumenske žirije, na Mednarodnem filmskem festivalu v Chicagu pa je bil nominiran za glavno nagrado zlati hugo.

## Vloge
- Lucyna Winnicka kot Mária
- Margit Makay kot Márijina mati
- Károly Kovács kot Márijin oče
- András Bálint kot Andris
- Erzsi Pásztor kot Erzsi
- Rita Békés kot Gaskóyné
- Ervin Csomák kot Gaskóy
- Edit Lenkey kot Baba
- János Jani kot Baba férje
- Zoltán Zelk kot Hackl
- Ági Margitai kot Eta
- Kati Andai kot Bözsi
- Mari Szemes kot Julika
- Iván Mándy kot Pista
- Péter Müller kot János
- Sándor Zákonyi kot Bandi
- Magda Darvas kot Bandijina žena
- Emil Geschonnek kot Szentiványi
- Hédi Temessy kot ga. Szentiványi
- Irén Bódis kot Rózsika